# Ocrepeira verecunda
Ocrepeira verecunda är en spindelart som först beskrevs av Eugen von Keyserling 1865.  Ocrepeira verecunda ingår i släktet Ocrepeira och familjen hjulspindlar.
Artens utbredningsområde är Colombia. Inga underarter finns listade i Catalogue of Life.